# Seznam hokejistů draftovaných týmem Vancouver Canucks

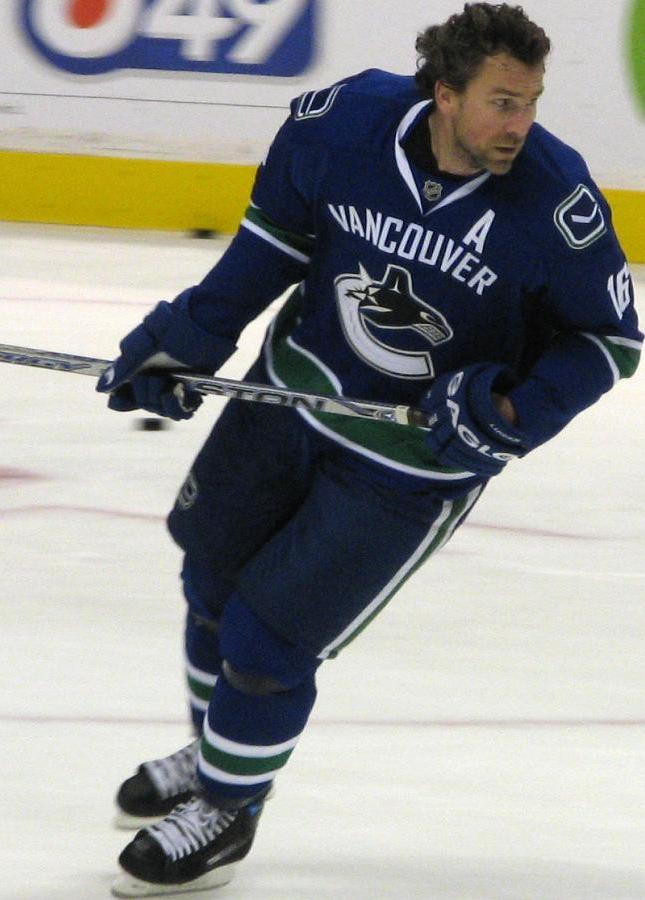
Trevor Linden byl draftován ze 2. místa v roce 1988.

Toto je kompletní seznam hokejistů, kteří byli draftováni v NHL do týmu Vancouver Canucks. To zahrnuje každého hráče, který byl draftován, bez ohledu na to, zda hrál za tým.

## Draft 1. kola

### Historie prvního kola
| †  | Hráč který byl vybrán do hokejové síně slávy                      | Hráč který byl vybrán do hokejové síně slávy                      | Hráč který byl vybrán do hokejové síně slávy                      |
| *  | Draftován z 1. místa                                              | Draftován z 1. místa                                              | Draftován z 1. místa                                              |
| ≠  | Hráč který neodehrál žádný zápas v NHL                            | Hráč který neodehrál žádný zápas v NHL                            | Hráč který neodehrál žádný zápas v NHL                            |
| *≠ | Hráč který byl draftován z 1. místa a neodehrál žádný zápas v NHL | Hráč který byl draftován z 1. místa a neodehrál žádný zápas v NHL | Hráč který byl draftován z 1. místa a neodehrál žádný zápas v NHL |

| Rok  | Místo | Hráč               | Pozice               | Stát           | Předchozí tým (liga)                          |
| ---- | ----- | ------------------ | -------------------- | -------------- | --------------------------------------------- |
| 1970 | 2     | Dale Tallon        | Obránce              | Kanada         | Toronto Marlboros (OHA)                       |
| 1971 | 3     | Jocelyn Guevremont | Obránce              | Kanada         | Montreal Junior Canadiens (OHA)               |
| 1972 | 3     | Don Lever          | Levé křídlo          | Kanada         | Niagara Falls Flyers (OHA)                    |
| 1973 | 3     | Dennis Ververgaert | Pravé křídlo         | Kanada         | London Knights (OHA)                          |
| 1973 | 9     | Bob Dailey         | Obránce              | Kanada         | Toronto Marlboros (OHA)                       |
| 1974 | Nikdo | Nikdo              | Nikdo                | Nikdo          | Nikdo                                         |
| 1975 | 10    | Rick Blight        | Pravé křídlo         | Kanada         | Brandon Wheat Kings (WCHL)                    |
| 1976 | Nikdo | Nikdo              | Nikdo                | Nikdo          | Nikdo                                         |
| 1977 | 4     | Jere Gillis        | Levé křídlo          | USA            | Sherbrooke Castors (QMJHL)                    |
| 1978 | 4     | Bill Derlago       | Centr                | Kanada         | Brandon Wheat Kings (WCHL)                    |
| 1979 | 5     | Rick Vaive         | Pravé křídlo         | Kanada         | Birmingham Bulls (WHA)                        |
| 1980 | 7     | Rick Lanz          | Obránce              | Kanada         | Oshawa Generals (OHA)                         |
| 1981 | 10    | Garth Butcher      | Obránce              | Kanada         | Regina Pats (WHL)                             |
| 1982 | 11    | Michel Petit       | Obránce              | Kanada         | Sherbrooke Castors (QMJHL)                    |
| 1983 | 9     | Cam Neely†         | Pravé křídlo         | Kanada         | Portland Winter Hawks (WHL)                   |
| 1984 | 10    | J. J. Daigneault   | Obránce              | Kanada         | Longueuil Chevaliers (QMJHL)                  |
| 1985 | 4     | Jim Sandlak        | Pravé křídlo         | Kanada         | London Knights (OHL)                          |
| 1986 | 7     | Dan Woodley        | Centr                | USA            | Portland Winter Hawks (WHL)                   |
| 1987 | Nikdo | Nikdo              | Nikdo                | Nikdo          | Nikdo                                         |
| 1988 | 2     | Trevor Linden      | Centr a pravé křídlo | Kanada         | Medicine Hat Tigers (WHL)                     |
| 1989 | 8     | Jason Herter       | Obránce              | Kanada         | University of North Dakota (WCHA)             |
| 1990 | 2     | Petr Nedvěd        | Centr a levé křídlo  | Česko a Kanada | Seattle Thunderbirds (WHL)                    |
| 1990 | 18    | Shawn Antoski      | Levé křídlo          | Kanada         | North Bay Centennials (OHL)                   |
| 1991 | 7     | Alek Stojanov      | Pravé křídlo         | Kanada         | Hamilton Dukes (OHL)                          |
| 1992 | 21    | Libor Polášek≠     | Centr                | Česko          | HC Vítkovice Steel (ELH)                      |
| 1993 | 20    | Mike Wilson        | Obránce              | Kanada         | Sudbury Wolves (OHL)                          |
| 1994 | 13    | Mattias Öhlund     | Obránce              | Švédsko        | Piteå HC (HockeyAllsvenskan)                  |
| 1995 | Nikdo | Nikdo              | Nikdo                | Nikdo          | Nikdo                                         |
| 1996 | 12    | Josh Holden        | Centr                | Kanada         | Regina Pats (WHL)                             |
| 1997 | 10    | Brad Ference       | Obránce              | Kanada         | Spokane Chiefs (WHL)                          |
| 1998 | 4     | Bryan Allen        | Obránce              | Kanada         | Oshawa Generals (QMJHL)                       |
| 1999 | 2     | Daniel Sedin       | Levé křídlo          | Švédsko        | Modo Hockey (Elitserien)                      |
| 1999 | 3     | Henrik Sedin       | Centr                | Švédsko        | Modo Hockey (Elitserien)                      |
| 2000 | 23    | Nathan Smith       | Centr                | Kanada         | Swift Current Broncos (WHL)                   |
| 2001 | 16    | R. J. Umberger     | Centr a levé křídlo  | USA            | Ohio State University (CCHA)                  |
| 2002 | Nikdo | Nikdo              | Nikdo                | Nikdo          | Nikdo                                         |
| 2003 | 23    | Ryan Kesler        | Centr                | USA            | Ohio State University (CCHA)                  |
| 2004 | 26    | Cory Schneider     | Brankář              | USA            | Phillips-Andover (Mass.)                      |
| 2005 | 10    | Luc Bourdon        | Obránce              | Kanada         | Val d'Or Foreurs (QMJHL)                      |
| 2006 | 14    | Michael Grabner    | Pravé křídlo         | Rakousko       | Spokane Chiefs (WHL)                          |
| 2007 | 25    | Patrick White≠     | Centr                | USA            | Tri-City Storm (USHL)                         |
| 2008 | 10    | Cody Hodgson       | Centr                | Kanada         | Brampton Battalion (OHL)                      |
| 2009 | 22    | Jordan Schroeder   | Pravé křídlo         | USA            | University of Minnesota Golden Gophers (WCHA) |
| 2010 | Nikdo | Nikdo              | Nikdo                | Nikdo          | Nikdo                                         |
| 2011 | 29    | Nicklas Jensen≠    | Pravé křídlo         | Dánsko         | Oshawa Generals (OHL)                         |
| 2012 | 26    | Brendan Gaunce≠    | Centr a levé křídlo  | Kanada         | Belleville Bulls (OHL)                        |

### Celkový výběr

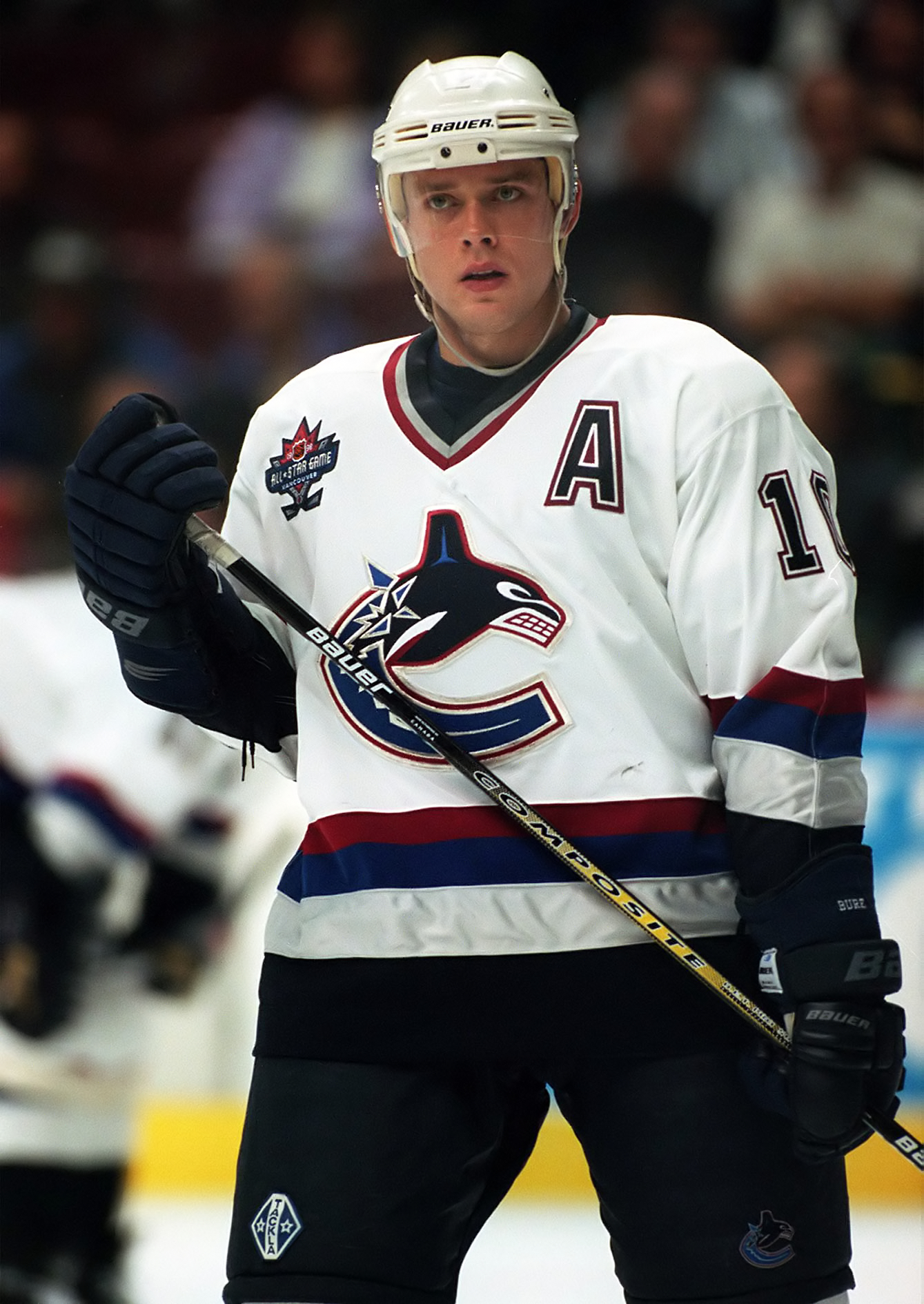
Pavel Bure byl draftován ze 113. místa v roce 1989.

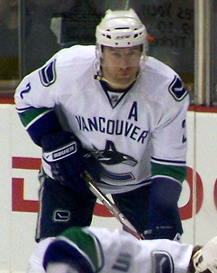
Mattias Öhlund byl draftován ze 13. místa v roce 1994.

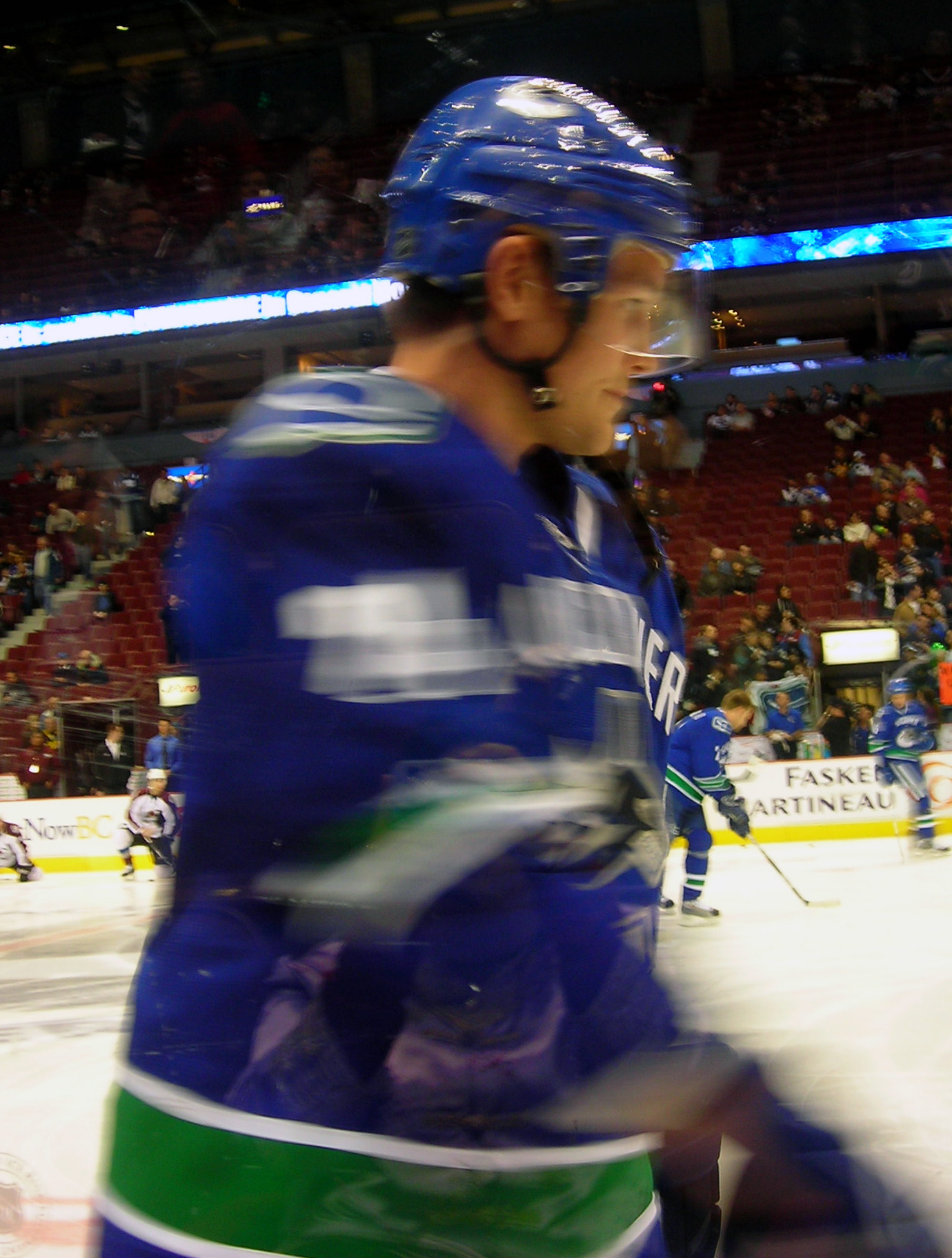
Matt Cooke byl draftován ze 144. místa v roce 1997.

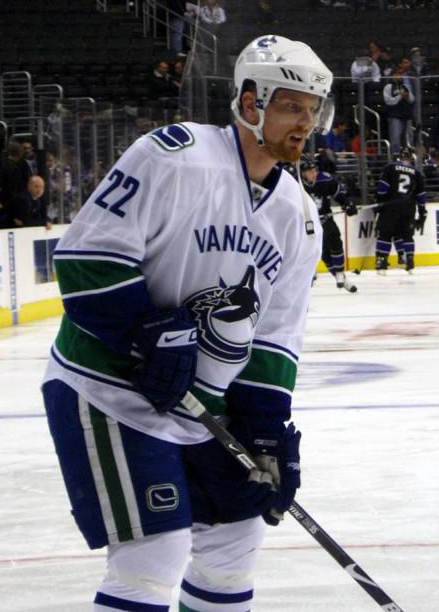
Daniel Sedin byl draftován ze 2. místa v roce 1999.

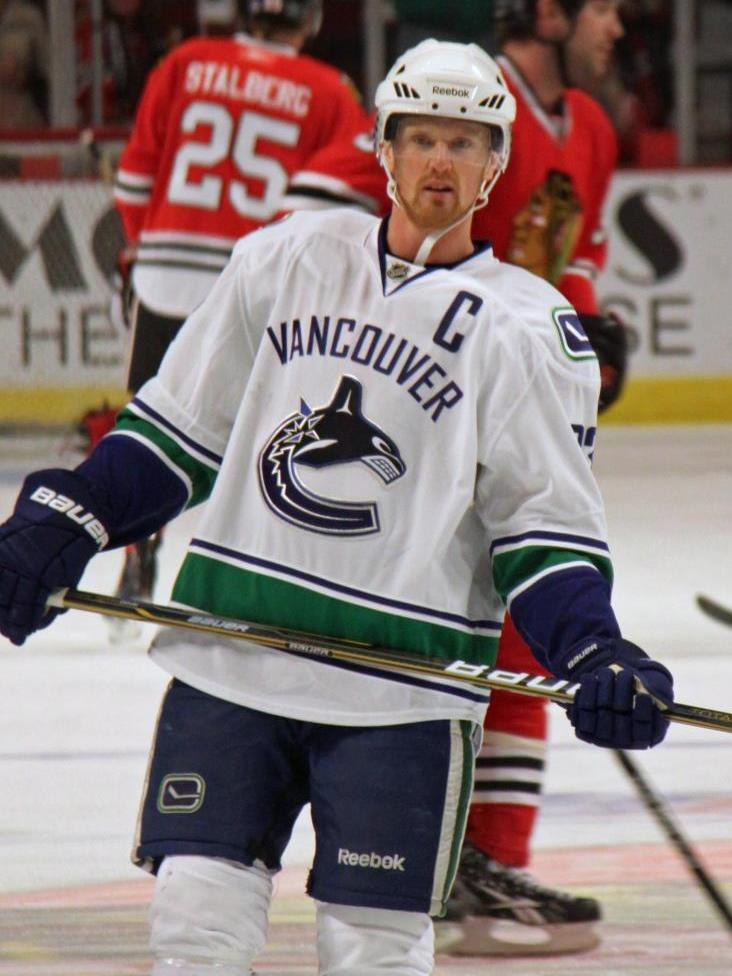
Henrik Sedin byl draftován ze 3. místa v roce 1999.

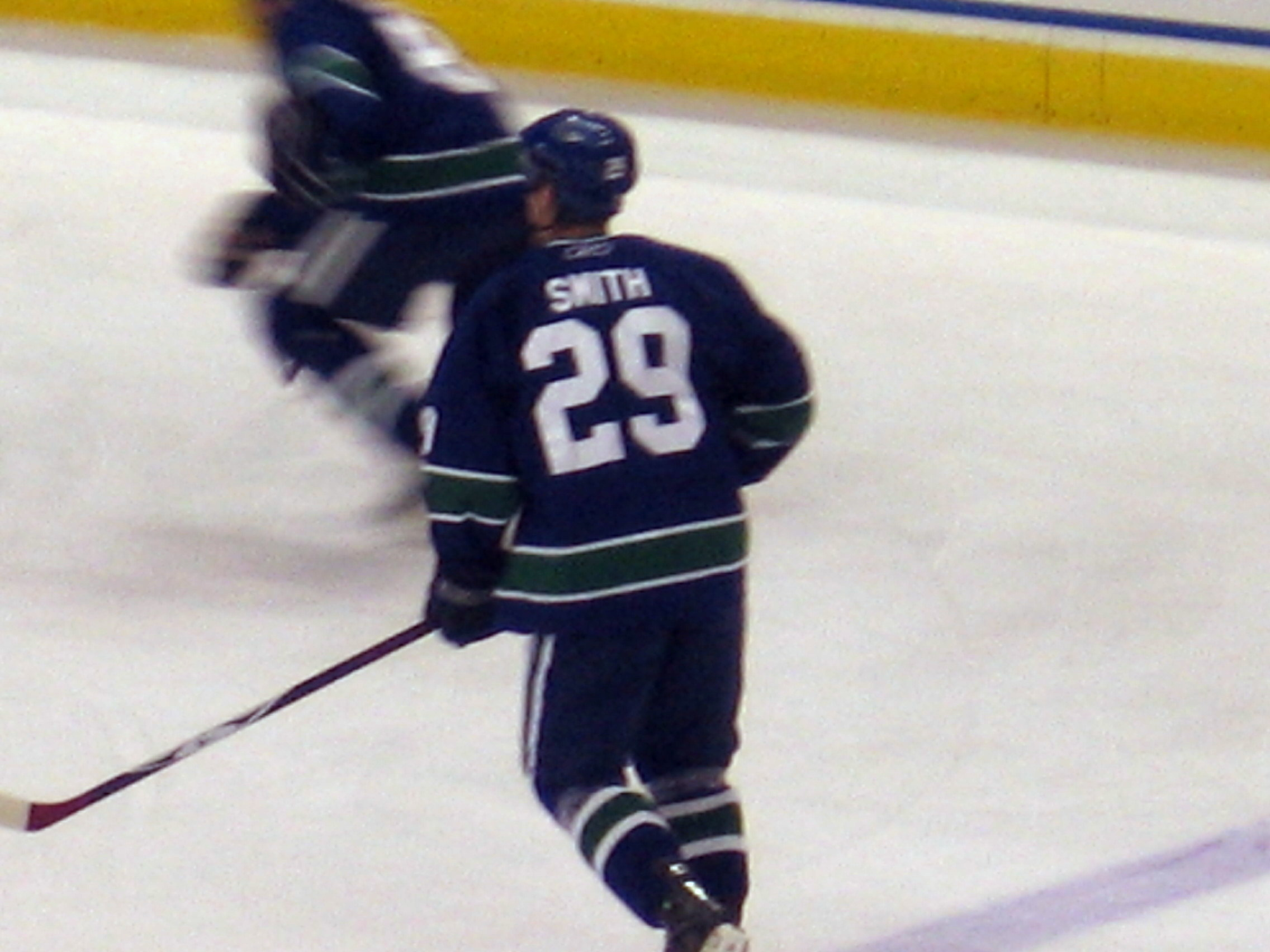
Nathan Smith byl draftován z 23. místa v roce 2000.

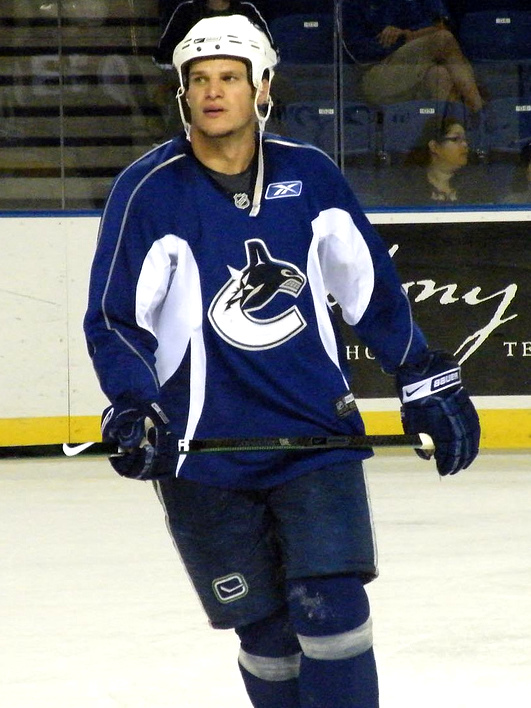
Kevin Bieksa byl draftován ze 151. místa v roce 2001.

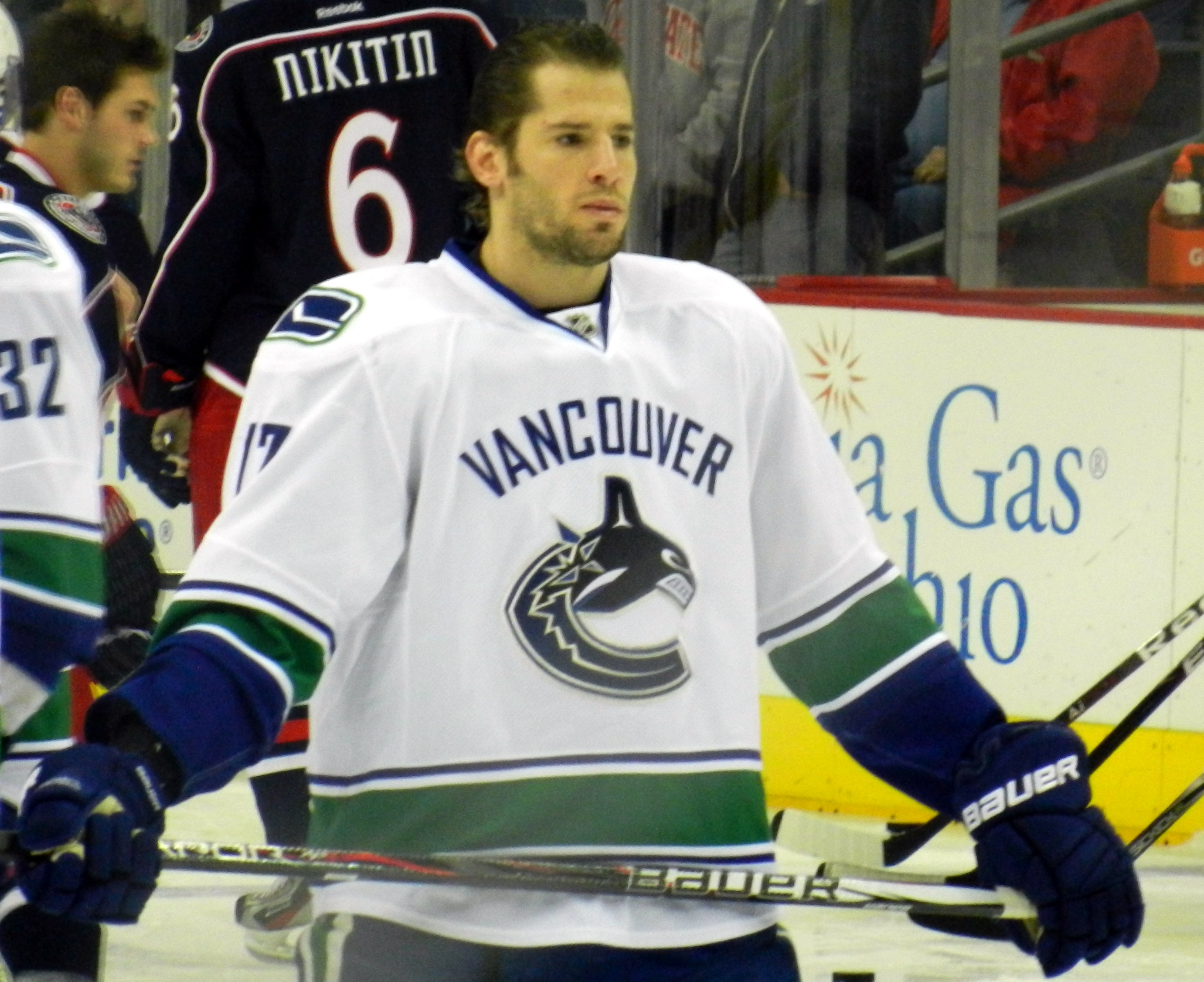
Ryan Kesler byl draftován z 23. místa v roce 2003.

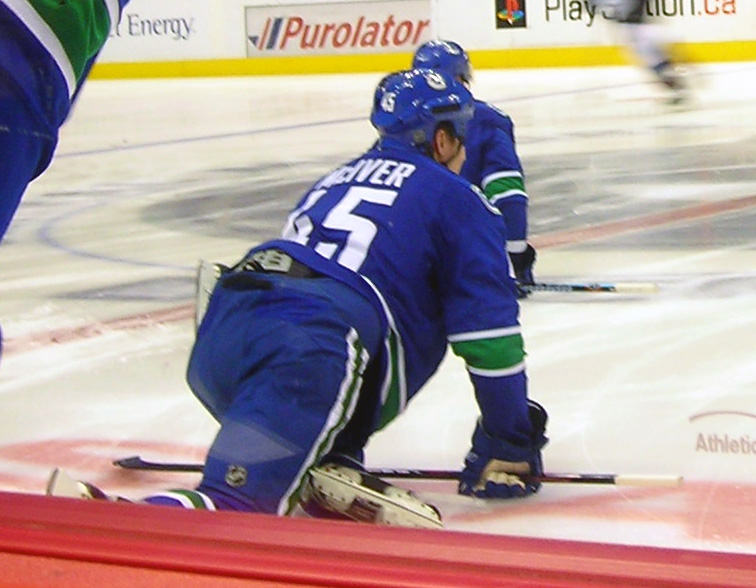
Nathan McIver byl draftován z 254. místa v roce 2003.

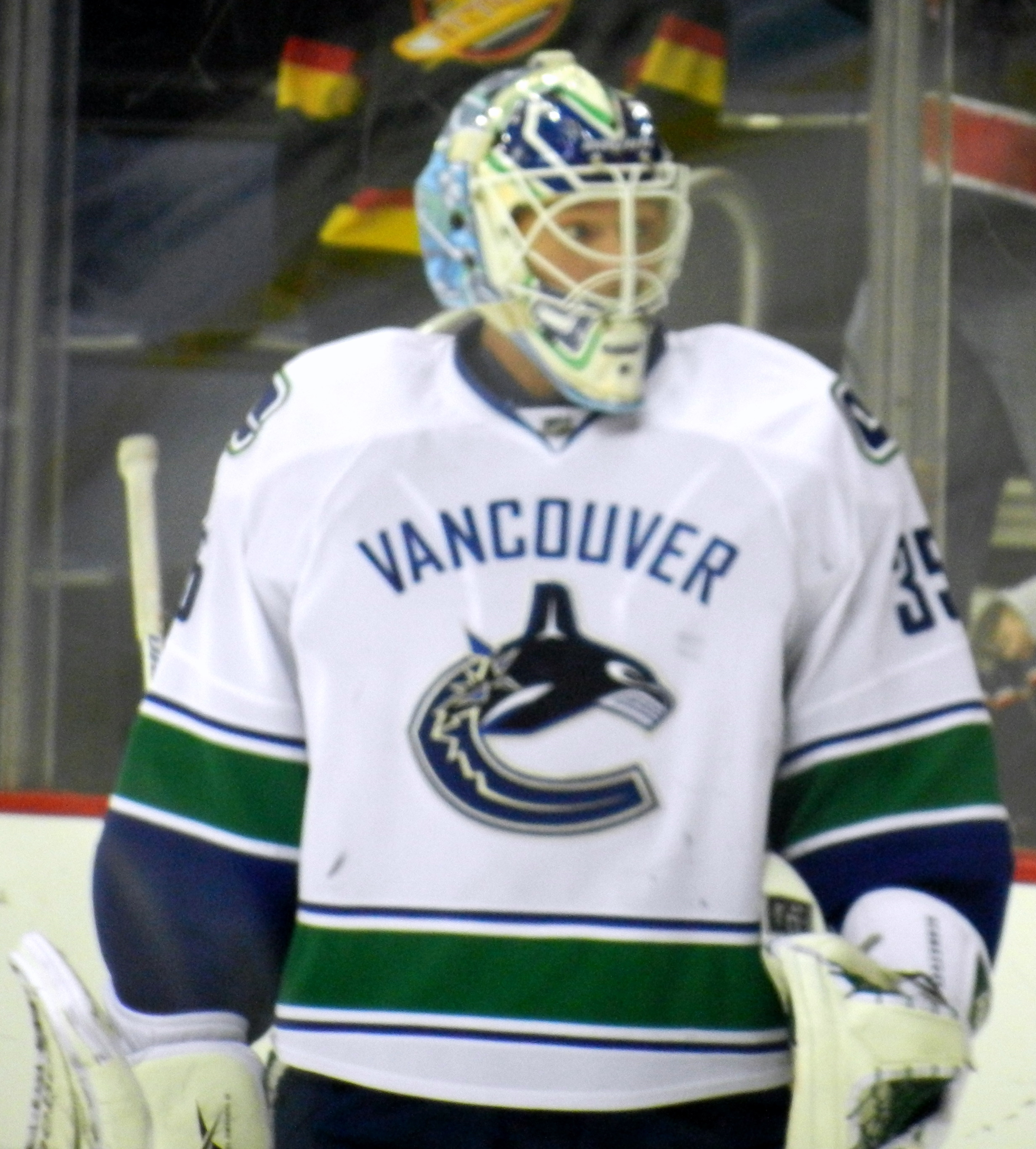
Cory Schneider byl draftován z 26. místa v roce 2004.

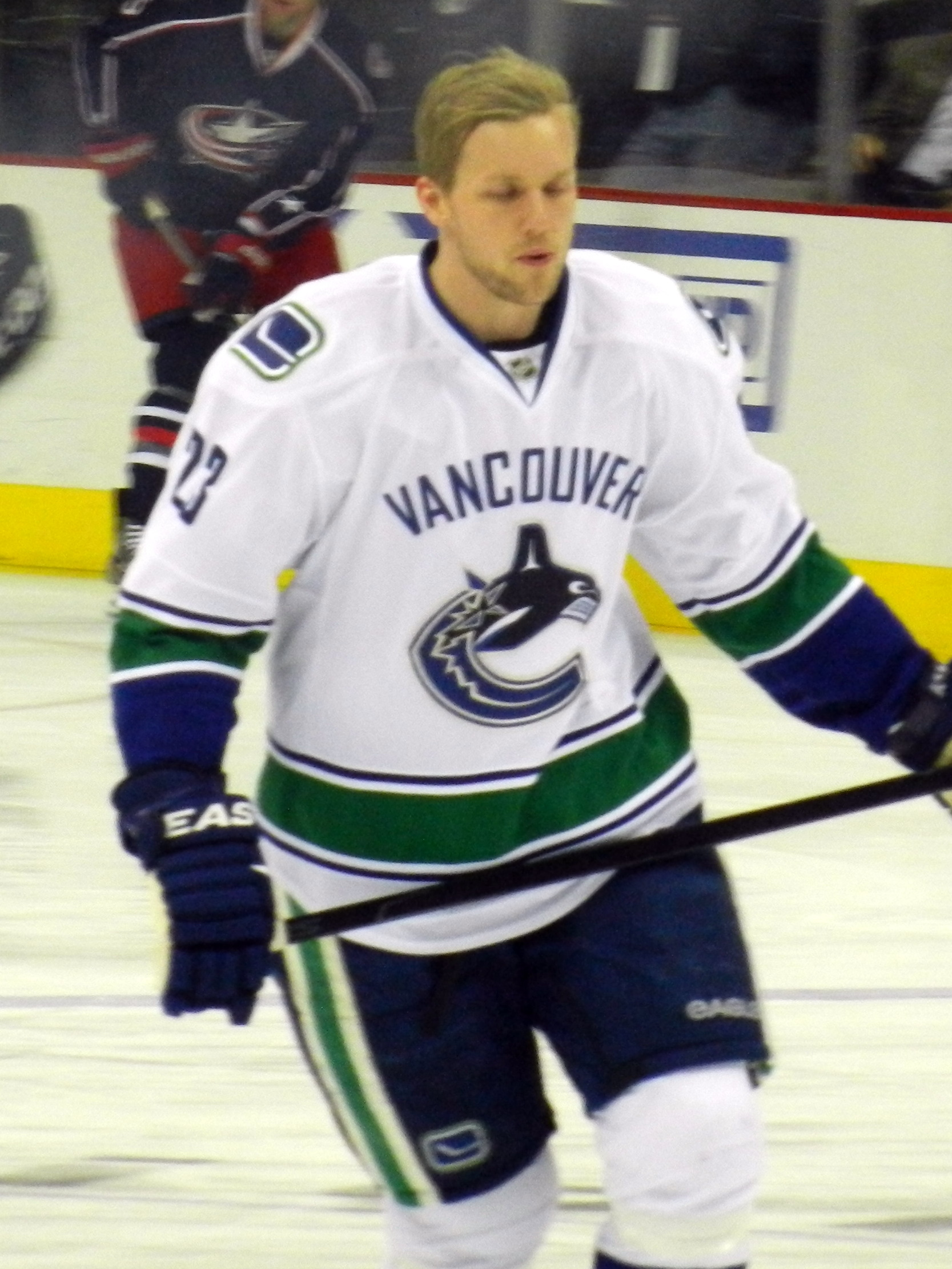
Alexander Edler byl draftován z 91. místa v roce 2004.

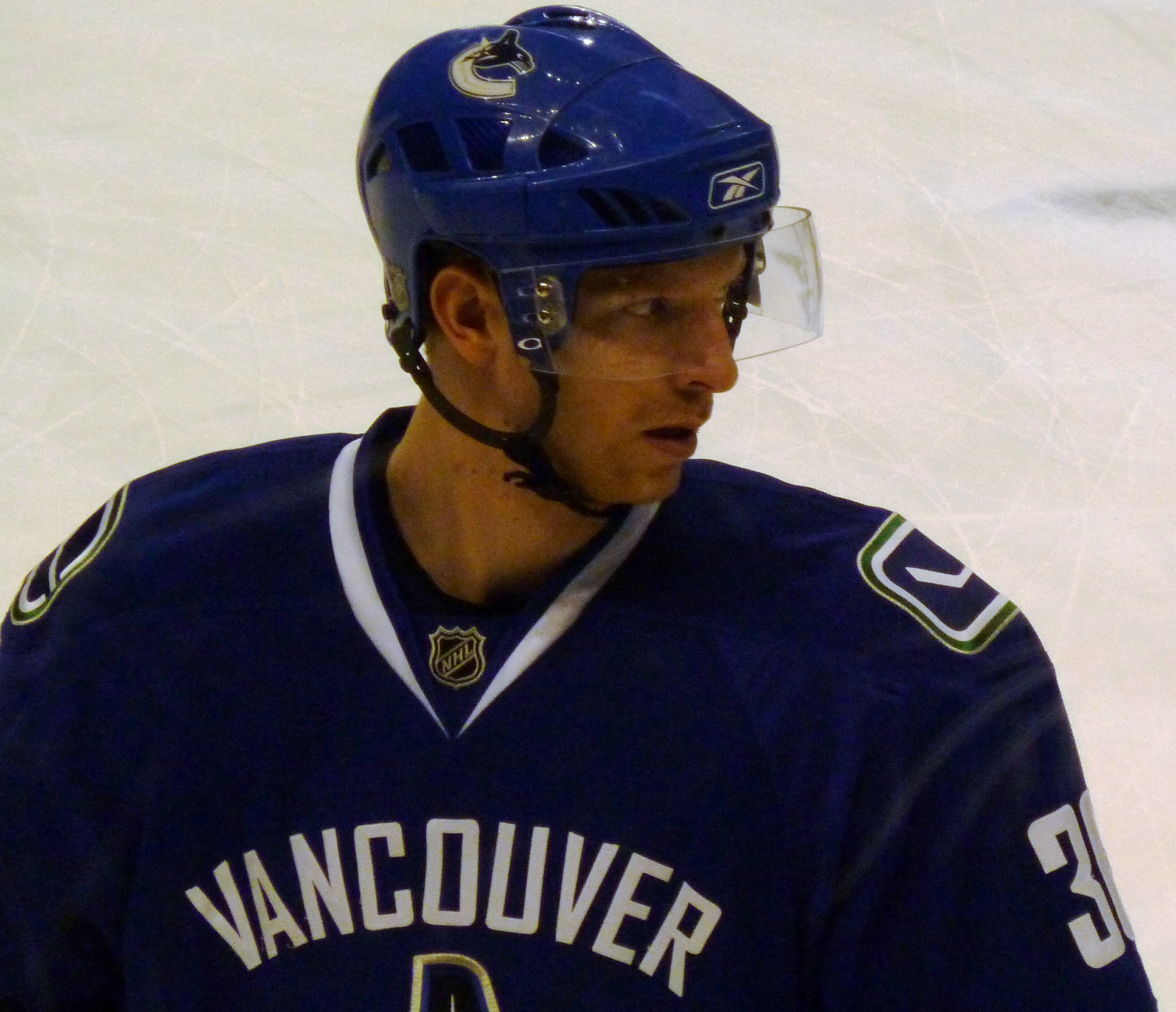
Jannik Hansen byl draftován z 287. místa v roce 2004.

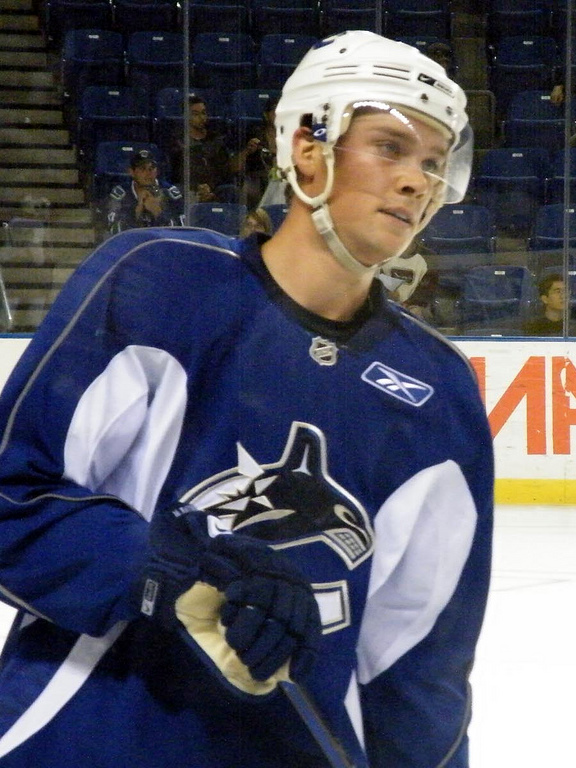
Mason Raymond byl draftován z 51. místa v roce 2005.

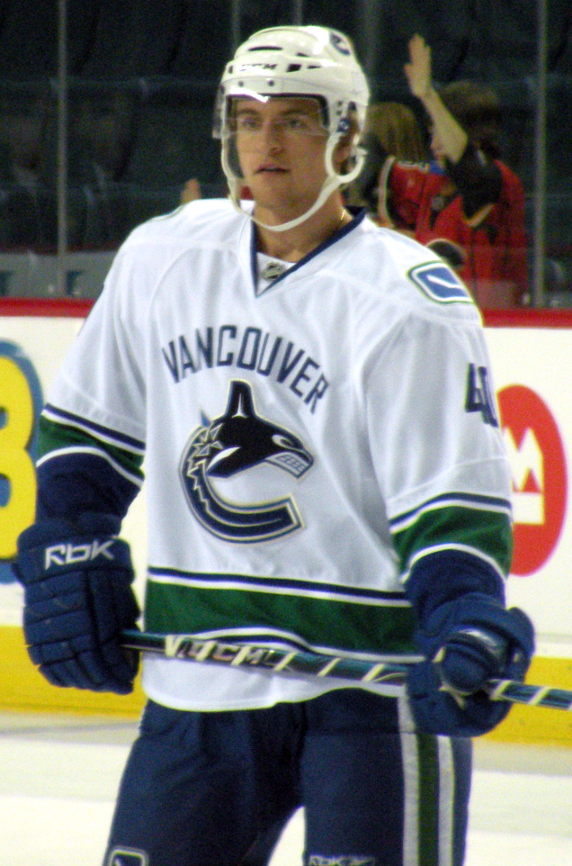
Michael Grabner byl draftován ze 14. místa v roce 2006.

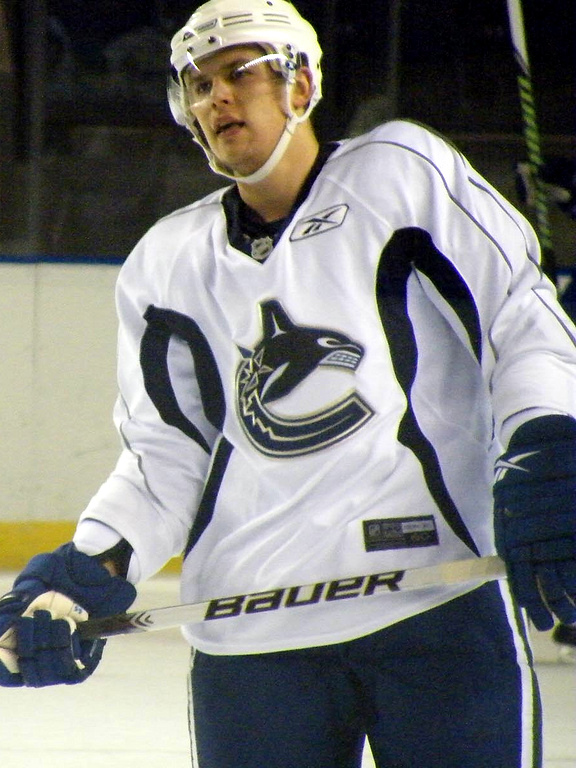
Sergej Širokov byl draftován ze 163. místa v roce 2006.

|  | Hráči kteří hráli nejméně jeden zápas v NHL |
|  | Hráči kteří si zahráli v NHL All-Star Game  |

| Rok  | Kolo | Místo | Hráč                     | Pozice               |
| ---- | ---- | ----- | ------------------------ | -------------------- |
| 1970 | 1    | 2     | Dale Tallon              | Obránce              |
| 1970 | 2    | 16    | Jim Hargreaves           | Obránce              |
| 1970 | 3    | 30    | Ed Dyck                  | Brankář              |
| 1970 | 4    | 44    | Brent Taylor             | Pravé křídlo         |
| 1970 | 5    | 58    | Bill McFadden            | ?                    |
| 1970 | 6    | 72    | Dave Gilmour             | Levé křídlo          |
| 1971 | 1    | 3     | Jocelyn Guevremont       | Obránce              |
| 1971 | 2    | 17    | Bobby Lalonde            | Centr                |
| 1971 | 3    | 39    | Richard Lemieux          | Centr                |
| 1971 | 5    | 59    | Mike McNiven             | Pravé křídlo         |
| 1971 | 6    | 73    | Tim Steeves              | Obránce              |
| 1971 | 7    | 87    | Bill Green               | Obránce              |
| 1971 | 8    | 101   | Norm Cherrey             | Pravé křídlo         |
| 1971 | 8    | 102   | Bob Murphy               | Utočník              |
| 1972 | 1    | 3     | Don Lever                | Levé křídlo          |
| 1972 | 2    | 19    | Bryan McSheffrey         | Utočník              |
| 1972 | 3    | 35    | Paul Raymer              | Utočník              |
| 1972 | 4    | 51    | Ron Homenuke             | Utočník              |
| 1972 | 5    | 67    | Larry Bolonchuk          | Obránce              |
| 1972 | 6    | 83    | Dave McClelland          | Brankář              |
| 1972 | 7    | 99    | Danny Gloor              | Centr                |
| 1972 | 8    | 115   | Dennis McCord            | Obránce              |
| 1972 | 9    | 131   | Steve Stone              | Pravé křídlo         |
| 1973 | 1    | 3     | Dennis Ververgaert       | Pravé křídlo         |
| 1973 | 1    | 9     | Bob Dailey               | Obránce              |
| 1973 | 2    | 19    | Paulin Bordeleau         | Centr                |
| 1973 | 3    | 35    | Paul Sheard              | Levé křídlo          |
| 1973 | 4    | 51    | Keith Mackie             | Obránce              |
| 1973 | 5    | 67    | Paul O'Neil              | Centr                |
| 1973 | 6    | 83    | Jim Cowell               | Utočník              |
| 1973 | 7    | 99    | Clay Hebenton            | Brankář              |
| 1973 | 8    | 115   | John Senkpiel            | Pravé křídlo         |
| 1973 | 9    | 131   | Peter Folco              | Obránce              |
| 1973 | 9    | 146   | Terry McDougall          | Centr                |
| 1974 | 2    | 23    | Ron Sedlbauer            | Levé křídlo          |
| 1974 | 3    | 41    | John Hughes              | Obránce              |
| 1974 | 4    | 59    | Harold Snepsts           | Obránce              |
| 1974 | 5    | 77    | Mike Rogers              | Centr                |
| 1974 | 6    | 95    | Andy Spruce              | Levé křídlo          |
| 1974 | 7    | 113   | Jim Clarke               | Obránce              |
| 1974 | 8    | 130   | Robbie Watt              | Utočník              |
| 1974 | 9    | 147   | Marc Gaudreault          | Obránce              |
| 1975 | 1    | 10    | Rick Blight              | Pravé křídlo         |
| 1975 | 2    | 28    | Brad Gassoff             | Levé křídlo          |
| 1975 | 3    | 46    | Normand LaPointe         | Brankář              |
| 1975 | 4    | 64    | Glen Richardson          | Pravé křídlo         |
| 1975 | 5    | 82    | Doug Murray              | ?                    |
| 1975 | 6    | 100   | Bob Watson               | Pravé křídlo         |
| 1975 | 7    | 118   | Brian Shmyr              | Centr                |
| 1975 | 8    | 136   | Allan Fleck              | Levé křídlo          |
| 1975 | 9    | 152   | Bob McNeice              | Levé křídlo          |
| 1975 | 11   | 182   | Sid Veysey               | Centr                |
| 1976 | 2    | 26    | Bob Manno                | Utočník              |
| 1976 | 3    | 44    | Rob Flockhart            | Levé křídlo          |
| 1976 | 4    | 62    | Elmer Ray                | Levé křídlo          |
| 1976 | 5    | 80    | Rick Durston             | Levé křídlo          |
| 1976 | 6    | 98    | Rob Tudor                | Centr                |
| 1976 | 7    | 114   | Brad Rhiness             | Centr                |
| 1976 | 8    | 122   | Stu Ostlund              | Centr                |
| 1977 | 1    | 4     | Jere Gillis              | Levé křídlo          |
| 1977 | 2    | 22    | Jeff Bandura             | Obránce              |
| 1977 | 3    | 40    | Glen Hanlon              | Brankář              |
| 1977 | 4    | 56    | Dave Morrow              | Obránce              |
| 1977 | 4    | 58    | Murray Bannerman         | Brankář              |
| 1977 | 5    | 76    | Steve Hazlett            | Levé křídlo          |
| 1977 | 6    | 94    | Brian Drumm              | Levé křídlo          |
| 1977 | 7    | 112   | Ray Creasy               | ?                    |
| 1978 | 1    | 4     | Bill Derlago             | Centr                |
| 1978 | 2    | 22    | Curt Fraser              | Levé křídlo          |
| 1978 | 3    | 40    | Stan Smyl                | Levé a pravé křídlo  |
| 1978 | 4    | 56    | Harold Luckner           | ?                    |
| 1978 | 4    | 57    | Brad Smith               | Utočník              |
| 1978 | 6    | 90    | Gerry Minor              | Centr                |
| 1978 | 7    | 107   | Dave Ross                | Pravé křídlo         |
| 1978 | 8    | 124   | Steve O'Neill            | Levé a pravé křídlo  |
| 1978 | 9    | 141   | Charlie Antetomaso       | Obránce              |
| 1978 | 10   | 158   | Rick Martens             | Brankář              |
| 1979 | 1    | 5     | Rick Vaive               | Pravé křídlo         |
| 1979 | 2    | 26    | Brent Ashton             | Utočník              |
| 1979 | 3    | 47    | Ken Ellacott             | Brankář              |
| 1979 | 4    | 68    | Art Rutland              | Utočník              |
| 1979 | 5    | 89    | Dirk Graham              | Utočník              |
| 1979 | 6    | 110   | Shane Swan               | ?                    |
| 1980 | 1    | 10    | Rick Lanz                | Obránce              |
| 1980 | 3    | 49    | Andy Schliebener         | Obránce              |
| 1980 | 4    | 70    | Marc Crawford            | Levé křídlo          |
| 1980 | 5    | 91    | Darrell May              | Brankář              |
| 1980 | 6    | 112   | Ken Berry                | Levé a pravé křídlo  |
| 1980 | 7    | 133   | Doug Lidster             | Obránce              |
| 1980 | 8    | 154   | John O'Connor            | ?                    |
| 1980 | 9    | 175   | Patrik Sundstrom         | Utočník              |
| 1980 | 10   | 196   | Grant Martin             | Centr                |
| 1981 | 1    | 10    | Garth Butcher            | Obránce              |
| 1981 | 3    | 52    | Jean-Marc Lanthier       | Pravé křídlo         |
| 1981 | 4    | 73    | Wendell Young            | Brankář              |
| 1981 | 5    | 105   | Moe Lemay                | Utočník              |
| 1981 | 6    | 115   | Stu Kulak                | Pravé křídlo         |
| 1981 | 7    | 136   | Bruce Holloway           | Obránce              |
| 1981 | 8    | 157   | Petri Skriko             | Utočník              |
| 1981 | 9    | 178   | Frank Caprice            | Brankář              |
| 1981 | 10   | 199   | Rejean Vignola           | Utočník              |
| 1982 | 1    | 11    | Michel Petit             | Obránce              |
| 1982 | 3    | 53    | Yves Lapointe            | ?                    |
| 1982 | 4    | 71    | Shawn Kilroy             | Brankář              |
| 1982 | 6    | 116   | Taylor Hall              | Pravé křídlo         |
| 1982 | 7    | 137   | Parie Proft              | Obránce              |
| 1982 | 8    | 158   | Newell Brown             | Centr                |
| 1982 | 9    | 179   | Don McLaren              | Pravé křídlo         |
| 1982 | 10   | 200   | Al Raymond               | Levé křídlo          |
| 1982 | 11   | 221   | Steve Driscoll           | Levé křídlo          |
| 1982 | 12   | 242   | Shawn Green              | ?                    |
| 1983 | 1    | 9     | Cam Neely                | Pravé křídlo         |
| 1983 | 2    | 30    | David Bruce              | Levé křídlo          |
| 1983 | 3    | 50    | Scott Tottle             | Levé křídlo          |
| 1983 | 4    | 70    | Tim Lorenz               | ?                    |
| 1983 | 5    | 90    | Doug Quinn               | Obránce              |
| 1983 | 6    | 110   | Dave Lowry               | Levé křídlo          |
| 1983 | 7    | 130   | Terry Maki               | Levé křídlo          |
| 1983 | 8    | 150   | John Labatt              | ?                    |
| 1983 | 9    | 170   | Allan Measures           | Obránce              |
| 1983 | 10   | 190   | Roger Grillo             | ?                    |
| 1983 | 11   | 210   | Steve Kayser             | Obránce              |
| 1983 | 12   | 230   | Jay Mazur                | Levé a pravé křídlo  |
| 1984 | 1    | 10    | J. J. Daigneault         | Obránce              |
| 1984 | 2    | 31    | Jeff Rohlicek            | Centr                |
| 1984 | 3    | 52    | David Saunders           | Levé křídlo          |
| 1984 | 3    | 55    | Landis Chaulk            | Utočník              |
| 1984 | 3    | 58    | Mike Stevens             | Levé křídlo          |
| 1984 | 4    | 73    | Brian Bertuzzi           | Obránce              |
| 1984 | 5    | 94    | Brett MacDonald          | Obránce              |
| 1984 | 6    | 115   | Jeff Korchinski          | ?                    |
| 1984 | 7    | 136   | Blaine Chrest            | Centr                |
| 1984 | 8    | 157   | Jim Agnew                | Obránce              |
| 1984 | 9    | 178   | Rex Grant                | Brankář              |
| 1984 | 10   | 198   | Ed Lowney                | Utočník              |
| 1984 | 11   | 219   | Doug Clarke              | Obránce              |
| 1984 | 12   | 239   | Ed Kister                | Obránce              |
| 1985 | 1    | 4     | Jim Sandlak              | Pravé křídlo         |
| 1985 | 2    | 25    | Troy Gamble              | Brankář              |
| 1985 | 3    | 46    | Shane Doyle              | Obránce              |
| 1985 | 4    | 67    | Randy Siska              | Centr                |
| 1985 | 5    | 88    | Robert Kron              | Centr                |
| 1985 | 6    | 109   | Martin Hrstka            | ?                    |
| 1985 | 7    | 130   | Brian McFarlane          | Pravé křídlo         |
| 1985 | 8    | 151   | Hakan Ahlund             | Pravé křídlo         |
| 1985 | 9    | 172   | Curtis Hunt              | Obránce              |
| 1985 | 10   | 193   | Carl Valimont            | Obránce              |
| 1985 | 11   | 214   | Igor Larionov            | Centr                |
| 1985 | 12   | 235   | Darren Taylor            | Levé křídlo          |
| 1986 | 1    | 7     | Dan Woodley              | Centr                |
| 1986 | 3    | 49    | Don Gibson               | Obránce              |
| 1986 | 4    | 70    | Ronnie Stern             | Pravé křídlo         |
| 1986 | 5    | 91    | Eric Murano              | Centr                |
| 1986 | 6    | 112   | Steve Herniman           | Obránce              |
| 1986 | 7    | 133   | Jon Helgeson             | Levé křídlo          |
| 1986 | 8    | 154   | Jeff Noble               | Centr                |
| 1986 | 9    | 175   | Matt Merten              | Brankář              |
| 1986 | 10   | 196   | Marc Lyons               | Obránce              |
| 1986 | 11   | 217   | Todd Hawkins             | Levé křídlo          |
| 1986 | 12   | 238   | Vladimír Krutov          | Utočník              |
| 1987 | 2    | 24    | Rob Murphy               | Centr                |
| 1987 | 3    | 45    | Steve Veilleux           | Obránce              |
| 1987 | 4    | 66    | Doug Torrel              | Pravé křídlo         |
| 1987 | 5    | 87    | Sean Fabian              | Obránce              |
| 1987 | 6    | 108   | Garry Valk               | Levé křídlo          |
| 1987 | 7    | 129   | Todd Fanning             | Brankář              |
| 1987 | 8    | 150   | Viktor Ťumeněv           | útočník              |
| 1987 | 9    | 171   | Craig Daly               | Obránce              |
| 1987 | 10   | 192   | John Fletcher            | Brankář              |
| 1987 | 11   | 213   | Roger Hansson            | Utočník              |
| 1987 | 12   | 233   | Neil Eisenhut            | Centr                |
| 1987 | 12   | 234   | Matt Evo                 | Levé křídlo          |
| 1988 | 1    | 2     | Trevor Linden            | Centr                |
| 1988 | 2    | 33    | Leif Rohlin              | Obránce              |
| 1988 | 3    | 44    | Dane Jackson             | Pravé křídlo         |
| 1988 | 6    | 107   | Corrie D'Alessio         | Brankář              |
| 1988 | 6    | 122   | Phil Von Stefenelli      | Obránce              |
| 1988 | 7    | 128   | Dixon Ward               | Pravé křídlo         |
| 1988 | 8    | 149   | Greg Geldart             | Centr                |
| 1988 | 9    | 170   | Roger Akerstrom          | Obránce              |
| 1988 | 10   | 191   | Paul Constantin          | Levé křídlo          |
| 1988 | 11   | 212   | Chris Wolanin            | Obránce              |
| 1988 | 12   | 233   | Stefan Nilsson           | Centr                |
| 1989 | 1    | 6     | Jason Herter             | Obránce              |
| 1989 | 2    | 29    | Rob Woodward             | Levé křídlo          |
| 1989 | 4    | 71    | Brett Hauer              | Obránce              |
| 1989 | 6    | 113   | Pavel Bure               | Pravé křídlo         |
| 1989 | 7    | 134   | Jim Revenberg            | Pravé křídlo         |
| 1989 | 8    | 155   | Rob Sangster             | Levé křídlo          |
| 1989 | 9    | 176   | Sandy Moger              | Pravé křídlo         |
| 1989 | 10   | 197   | Gus Morschauser          | Brankář              |
| 1989 | 11   | 218   | Hayden O'Rear            | Obránce              |
| 1989 | 12   | 239   | Darcy Cahill             | Centr                |
| 1989 | 12   | 248   | Jan Bergman              | ?                    |
| 1990 | 1    | 2     | Petr Nedvěd              | Levé křídlo          |
| 1990 | 1    | 18    | Shawn Antoski            | Levé křídlo          |
| 1990 | 2    | 23    | Jiří Šlégr               | Obránce              |
| 1990 | 4    | 65    | Darin Bader              | Levé křídlo          |
| 1990 | 5    | 86    | Gino Odjick              | Levé křídlo          |
| 1990 | 7    | 128   | Daryl Filipek            | Obránce              |
| 1990 | 8    | 149   | Paul O'Hagan             | Obránce              |
| 1990 | 9    | 170   | Mark Cipriano            | Obránce              |
| 1990 | 10   | 191   | Troy Neumeier            | Obránce              |
| 1990 | 11   | 212   | Tyler Ertel              | Centr                |
| 1990 | 12   | 233   | Karri Kivi               | Obránce              |
| 1991 | 1    | 7     | Alex Stojanov            | Pravé křídlo         |
| 1991 | 2    | 29    | Jassen Cullimore         | Obránce              |
| 1991 | 3    | 51    | Sean Pronger             | Centr                |
| 1991 | 5    | 95    | Dan Kesa                 | Pravé křídlo         |
| 1991 | 6    | 117   | Jevgenij Namestnikov     | Obránce              |
| 1991 | 7    | 139   | Brent Thurston           | Levé křídlo          |
| 1991 | 8    | 161   | Eric Johnson             | Pravé křídlo         |
| 1991 | 9    | 183   | David Neilson            | Levé křídlo          |
| 1991 | 10   | 205   | Brad Barton              | Obránce              |
| 1991 | 11   | 227   | Jason Fitzsimmons        | Brankář              |
| 1991 | 12   | 249   | Xavier Majic             | Centr                |
| 1992 | 1    | 21    | Libor Polášek            | Centr                |
| 1992 | 2    | 40    | Mike Peca                | Centr                |
| 1992 | 2    | 45    | Mike Fountain            | Brankář              |
| 1992 | 3    | 69    | Jeff Connolly            | Pravé křídlo         |
| 1992 | 4    | 93    | Brent Tully              | Obránce              |
| 1992 | 5    | 110   | Brian Loney              | Pravé křídlo         |
| 1992 | 5    | 117   | Adrian Aucoin            | Obránce              |
| 1992 | 6    | 141   | Jason Clark              | Levé křídlo          |
| 1992 | 7    | 165   | Scott Hollis             | Pravé křídlo         |
| 1992 | 9    | 213   | Sonny Mignacca           | Brankář              |
| 1992 | 10   | 237   | Mark Wotton              | Obránce              |
| 1992 | 11   | 261   | Aaron Boh                | Obránce              |
| 1993 | 1    | 20    | Mike Wilson              | Obránce              |
| 1993 | 2    | 46    | Rick Girard              | Centr                |
| 1993 | 4    | 98    | Dieter Kochan            | Brankář              |
| 1993 | 5    | 124   | Scott Walker             | Pravé křídlo         |
| 1993 | 6    | 150   | Troy Creuer              | ?                    |
| 1993 | 7    | 176   | Jevgenij Babariko        | Pravé křídlo         |
| 1993 | 8    | 202   | Sean Tallaire            | Pravé křídlo         |
| 1993 | 10   | 254   | Bert Robertsson          | Obránce              |
| 1993 | 11   | 280   | Sergej Tkačenko          | Brankář              |
| 1994 | 1    | 13    | Mattias Öhlund           | Obránce              |
| 1994 | 2    | 39    | Robb Gordon              | Centr                |
| 1994 | 2    | 42    | Dave Scatchard           | Centr                |
| 1994 | 3    | 65    | Chad Allan               | Obránce              |
| 1994 | 4    | 92    | Mike Dubinsky            | Pravé křídlo         |
| 1994 | 5    | 117   | Yanick Dube              | Centr                |
| 1994 | 7    | 169   | Jurij Kuzněcov           | Centr                |
| 1994 | 8    | 195   | Rob Trumbley             | Pravé křídlo         |
| 1994 | 9    | 221   | Bill Muckalt             | Levé a pravé křídlo  |
| 1994 | 10   | 247   | Tyson Nash               | Levé křídlo          |
| 1994 | 11   | 273   | Robert Longpre           | Centr                |
| 1995 | 2    | 40    | Chris McAllister         | Obránce              |
| 1995 | 3    | 61    | Larry Courville          | Levé křídlo          |
| 1995 | 3    | 66    | Peter Schaefer           | Levé křídlo          |
| 1995 | 4    | 92    | Lloyd Shaw               | Obránce              |
| 1995 | 5    | 120   | Todd Norman              | Levé křídlo          |
| 1995 | 6    | 144   | Brent Sopel              | Obránce              |
| 1995 | 7    | 170   | Stu Bodtker              | Centr                |
| 1995 | 8    | 196   | Tyler Willis             | Pravé křídlo         |
| 1995 | 9    | 222   | Jason Cugnet             | Brankář              |
| 1996 | 1    | 12    | Josh Holden              | Centr                |
| 1996 | 3    | 75    | Zenith Komarniski        | Obránce              |
| 1996 | 4    | 93    | Jonas Soling             | Pravé křídlo         |
| 1996 | 5    | 121   | Tyler Prosofsky          | Pravé křídlo         |
| 1996 | 6    | 147   | Nolan McDonald           | Brankář              |
| 1996 | 7    | 175   | Clint Cabana             | Obránce              |
| 1996 | 8    | 201   | Jeff Scissons            | Centr                |
| 1996 | 9    | 227   | Ľubomír Vaic             | Centr                |
| 1997 | 1    | 10    | Brad Ference             | Obránce              |
| 1997 | 2    | 34    | Ryan Bonni               | Obránce              |
| 1997 | 2    | 36    | Harold Druken            | Centr                |
| 1997 | 3    | 64    | Kyle Freadrich           | Levé křídlo          |
| 1997 | 4    | 90    | Chris Stanley            | Centr                |
| 1997 | 5    | 114   | David Darguzas           | ?                    |
| 1997 | 5    | 117   | Matt Cockell             | Brankář              |
| 1997 | 6    | 144   | Matt Cooke               | Levé křídlo          |
| 1997 | 6    | 148   | Larry Shapley            | Pravé křídlo         |
| 1997 | 7    | 171   | Rod Leroux               | Obránce              |
| 1997 | 8    | 201   | Denis Martynyuk          | Levé křídlo          |
| 1997 | 9    | 227   | Peter Brady              | Brankář              |
| 1998 | 1    | 4     | Bryan Allen              | Obránce              |
| 1998 | 2    | 31    | Artěm Čubarov            | Centr                |
| 1998 | 3    | 68    | Jarkko Ruutu             | Levé křídlo          |
| 1998 | 3    | 81    | Justin Morrison          | Pravé křídlo         |
| 1998 | 4    | 90    | Regan Darby              | Obránce              |
| 1998 | 5    | 136   | David Jonsson            | ?                    |
| 1998 | 5    | 140   | Rick Bertran             | Obránce              |
| 1998 | 6    | 149   | Paul Cabana              | Pravé křídlo         |
| 1998 | 7    | 177   | Vince Malts              | Pravé křídlo         |
| 1998 | 8    | 204   | Graig Mischler           | Centr                |
| 1998 | 8    | 219   | Curtis Valentine         | Levé křídlo          |
| 1998 | 9    | 232   | Jason Metcalfe           | Obránce              |
| 1999 | 1    | 2     | Daniel Sedin             | Levé křídlo          |
| 1999 | 1    | 3     | Henrik Sedin             | Centr                |
| 1999 | 3    | 69    | René Vydarený            | Obránce              |
| 1999 | 5    | 129   | Ryan Thorpe              | Levé křídlo          |
| 1999 | 6    | 172   | Josh Reed                | Obránce              |
| 1999 | 7    | 189   | Kevin Swanson            | Brankář              |
| 1999 | 8    | 218   | Markus Kankaanpera       | Obránce              |
| 1999 | 9    | 271   | Darrell Hay              | Obránce              |
| 2000 | 1    | 23    | Nathan Smith             | Centr                |
| 2000 | 3    | 71    | Thatcher Bell            | Centr                |
| 2000 | 3    | 93    | Tim Branham              | Obránce              |
| 2000 | 5    | 144   | Pavel Duma               | Utočník              |
| 2000 | 7    | 208   | Brandon Reid             | Centr                |
| 2000 | 8    | 241   | Nathan Barrett           | Centr                |
| 2000 | 9    | 272   | Tim Smith                | Centr                |
| 2001 | 1    | 16    | R.J. Umberger            | Centr                |
| 2001 | 3    | 66    | Fjodor Fjodorov          | Centr                |
| 2001 | 4    | 114   | Jevgenij Glackich        | Pravé křídlo         |
| 2001 | 5    | 151   | Kevin Bieksa             | Obránce              |
| 2001 | 7    | 212   | Jason King               | Levé křídlo          |
| 2001 | 8    | 245   | Konstantin Michailov     | Utočník              |
| 2002 | 2    | 49    | Kirill Kolcov            | Obránce              |
| 2002 | 2    | 55    | Denis Grot               | Obránce              |
| 2002 | 3    | 68    | Brett Skinner            | Obránce              |
| 2002 | 3    | 83    | Lukáš Mensator           | Brankář              |
| 2002 | 4    | 114   | John Laliberte           | Utočník              |
| 2002 | 5    | 151   | Rob McVicar              | Brankář              |
| 2002 | 7    | 214   | Marc-Andre Roy           | Levé křídlo          |
| 2002 | 7    | 223   | Ilja Krikunov            | Utočník              |
| 2002 | 8    | 247   | Matt Violin              | Brankář              |
| 2002 | 9    | 277   | Thomas Nussli            | ?                    |
| 2002 | 9    | 278   | Matt Gens                | Pravé křídlo         |
| 2003 | 1    | 23    | Ryan Kesler              | Centr                |
| 2003 | 2    | 60    | Marc-Andre Bernier       | Pravé křídlo         |
| 2003 | 4    | 111   | Brandon Nolan            | Centr                |
| 2003 | 4    | 128   | Ty Morris                | Levé křídlo          |
| 2003 | 5    | 160   | Nicklas Danielsson       | Levé křídlo          |
| 2003 | 6    | 190   | Chad Brownlee            | Obránce              |
| 2003 | 7    | 222   | Francois-Pierre Guenette | Centr                |
| 2003 | 8    | 252   | Sergej Topol             | Utočník              |
| 2003 | 8    | 254   | Nathan McIver            | Obránce              |
| 2003 | 9    | 285   | Matthew Hansen           | Obránce              |
| 2004 | 1    | 26    | Cory Schneider           | Brankář              |
| 2004 | 3    | 91    | Alexander Edler          | Obránce              |
| 2004 | 4    | 125   | Andrew Sarauer           | Levé křídlo          |
| 2004 | 5    | 159   | Mike Brown               | Pravé křídlo         |
| 2004 | 6    | 189   | Julien Ellis             | Brankář              |
| 2004 | 8    | 254   | David Schulz             | Obránce              |
| 2004 | 9    | 287   | Jannik Hansen            | Levé křídlo          |
| 2005 | 1    | 10    | Luc Bourdon              | Obránce              |
| 2005 | 2    | 51    | Mason Raymond            | Levé a pravé křídlo  |
| 2005 | 4    | 114   | Alexandre Vincent        | Brankář              |
| 2005 | 5    | 138   | Matt Butcher             | Centr                |
| 2005 | 6    | 185   | Kris Fredheim            | Obránce              |
| 2005 | 7    | 205   | Mário Bližňák            | Centr                |
| 2006 | 1    | 14    | Michael Grabner          | Pravé křídlo         |
| 2006 | 3    | 82    | Daniel Rahimi            | Obránce              |
| 2006 | 6    | 163   | Sergej Širokov           | Levé a pravé křídlo  |
| 2006 | 6    | 167   | Juraj Simek              | Levé a pravé křídlo  |
| 2006 | 7    | 197   | Evan Fuller              | Centr                |
| 2007 | 1    | 25    | Patrick White            | Centr                |
| 2007 | 2    | 33    | Taylor Ellington         | Obránce              |
| 2007 | 5    | 145   | Charles-Antoine Messier  | Centr                |
| 2007 | 5    | 146   | Ilja Kablukov            | Levé a pravé křídlo  |
| 2007 | 6    | 176   | Taylor Matson            | Centr                |
| 2007 | 7    | 206   | Dan Gendur               | Pravé křídlo         |
| 2008 | 1    | 10    | Cody Hodgson             | Centr                |
| 2008 | 2    | 41    | Yann Sauvé               | Obránce              |
| 2008 | 5    | 131   | Prab Rai                 | Centr                |
| 2008 | 6    | 161   | Mats Froshaug            | Centr                |
| 2008 | 7    | 191   | Morgan Clark             | Brankář              |
| 2009 | 1    | 22    | Jordan Schroeder         | Centr                |
| 2009 | 2    | 53    | Anton Rodin              | Levé a pravé křídlo  |
| 2009 | 3    | 83    | Kevin Connauton          | Obránce              |
| 2009 | 4    | 113   | Jeremy Price             | Obránce              |
| 2009 | 5    | 143   | Peter Andersson          | Obránce              |
| 2009 | 6    | 173   | Joe Cannata              | Brankář              |
| 2009 | 7    | 187   | Steven Anthony           | Levé křídlo          |
| 2010 | 4    | 115   | Patrick McNally          | Obránce              |
| 2010 | 5    | 145   | Adam Polášek             | Obránce              |
| 2010 | 6    | 172   | Alex Friesen             | Centr                |
| 2010 | 6    | 175   | Jonathan Iilahti         | Brankář              |
| 2010 | 7    | 205   | Sawyer Hannay            | Obránce              |
| 2011 | 1    | 29    | Nicklas Jensen           | Levé křídlo          |
| 2011 | 3    | 71    | David Honzík             | Brankář              |
| 2011 | 3    | 90    | Alexandre Grenier        | Pravé křídlo         |
| 2011 | 4    | 101   | Joseph LaBate            | Centr                |
| 2011 | 4    | 120   | Ludwig Blomstrand        | Levé křídlo          |
| 2011 | 5    | 150   | Frankie Corrado          | Obránce              |
| 2011 | 6    | 180   | Pathrik Westerholm       | Centr                |
| 2011 | 7    | 210   | Henrik Tömmernes         | Obránce              |
| 2012 | 1    | 26    | Brendan Gaunce           | Centr a levé křídlo  |
| 2012 | 2    | 57    | Alexandre Mallet         | Pravé křídlo a centr |
| 2012 | 5    | 147   | Ben Hutton               | Obránce              |
| 2012 | 6    | 177   | Wesley Myron             | Centr                |
| 2012 | 7    | 207   | Matt Beattie             | Centr a pravé křídlo |